# Josip Vancaš
Josip pl. Vancaš (Sopron, 22. ožujka 1859. – Zagreb, 15. prosinca 1932.), hrvatski arhitekt, predstavnik historicizma.

## Životopis
Josip pl. Vancaš rođen je 1859. godine u mađarskom gradu Sopronu. Potječe iz mjesta Farkašić na Kupi, a rođen je u Sopronu gdje mu je otac radio kao poštanski činovnik. Godine 1865. otac je postavljen za ravnatelja pošte u Zagrebu, a Vancaš pohađa Realnu gimnaziju u Zagrebu, nakon koje odlazi u Beč.
Do 1881. studirao je na Visokoj tehničkoj školi, zatim godinu dana radio u atelijeru kod Ferdinanda Fellnera i Hermanna Helmera, a potom 1882. – 1883. studira na Umjetničkoj akademiji u Beču i diplomira u klasi Friedricha Schmidta.
Godine 1884. na poziv bosanske vlade odlazi u Sarajevo, gdje djeluje do 1890. kao vladin arhitekt. Odlaskom iz državne službe u Sarajevu do 1921. vodi vlastiti atelijer. Tijekom bogatog djelovanja izgradio je 102 stambene kuće, 70 crkava, 12 škola, 10 banaka, 10 palača, 10 vladinih i općinskih zgrada, 6 hotela. Radio je nacrte za oltare te za stambene i crkvene interijere.
Proučavao je bosansko pučko graditeljstvo i nastojao primjenom njegovih svojstvenih elemenata ostvariti “bosanski stil”. Kao zastupnik bosanskohercegovačke vlade 1911. podnio je rezoluciju o zaštiti povijesnih spomenika u BiH. Napisao je čitav niz studija o bosanskoj pučkoj arhitekturi. 
Bio je začasni član i član Družbe "Braća Hrvatskoga Zmaja".
Od 1921. živi u Zagrebu, gdje i umire 15. prosinca 1932. godine. 

## Najznačajnija ostvarenja
Najznačajnija su mu ostvarenja: Katedrala Srca Isusova (1884. – 1889.), Palača Zemaljske vlade u Sarajevu (1884. – 1886.), Sjemenište sv. Ćirila i Metoda u Sarajevu ( 1892. – 1896.), Palača Prve hrvatske štedionice u Zagrebu (1898. – 1900.), stambena zgrada Ješue D. Saloma (1901.) i vila Mathilde u Sarajevu (1902. – 1903.), župna crkva sv. Jurja u Desiniću (1901. – 1902.), Župna crkva sv. Nikole u Krapini (1901. – 1903.), Hotel „Union“ i zgrada Gradske štedionice u Ljubljani. (1902./3.), Crkva sv. Mihovila u Varešu (1905. – 1906.) Palača pošte i telegrafa u Sarajevu (1907./13.), crkva Kraljice Sv. krunice u Sarajevu, župna crkva sv. Ivana Krstitelja u Konjicu (1894. – 1918.), župna crkva Prečistog Srca Marijina u Bijeljini (1885., nacionalni spomenik BiH).
Svoje je radove izlagao na svjetskim izložbama u Budimpešti (1896.), Beču (1898.) i Parizu (1900.).
Iako je radio ponajviše na području Bosne i Hercegovine kako pokazuje popis njegovih djela dio je opusa realizirao u Hrvatskoj. Radeći na raznim projektima koje je financirala najčešće hrvatska Zemaljska vlada Vancaš se uz Hermana Bolléa afimirao u najvažnijega projektanta sakralnih građevina u Hrvatskoj u zadnjim desetljećima 19. i početkom 20. stoljeća. Projektirao je jednako u neogotičkom, neoromaničkom, neorenesansnom, rjeđe u neobizantskom i neobaroknom stilu, a od kraja 19. stoljeća okrenuo se i prema secesiji.
Ostvario je velik opus i na području tadašnje pokrajine Kranjske (središnji dio današnje Slovenije) gdje gradi crkve u Bledu, Prečni i Mirnoj Peči, te niz građevina u Ljubljani.

## Vanjske poveznice
|  | Zajednički poslužitelj ima još gradiva o temi Josip Vancaš                   |
|  | Wikizvor ima izvorna djela autora: Palača prve hrvatske štedionice u Zagrebu |

- Arhitekt Josip Vancaš i katedrala s biskupskim sklopom u Đakovu, "Scrinia Slavonica, Godišnjak Podružnice za povijest Slavonije, Srijema i Baranje Hrvatskog instituta za povijest", sv. 8 (2008), Slavonski Brod, 2008., str. 174 – 188.
- Vancaš, Josip Hrvatska tehnička enciklopedija, portal hrvatske tehničke baštine. LZMK